# Hubert Davis
Hubert Ira Davis, Jr. (ur. 17 maja 1970 w Winston-Salem) – amerykański koszykarz, obrońca, specjalista od rzutów za 3 punkty, analityk akademickich spotkań koszykarskich, trener.
W kwietniu 2021 został trenerem akademickiej drużyny koszykarskiej North Carolina Tar Heels. 

## Osiągnięcia
NCAA
- Uczestnik:
  - NCAA Final Four (1991)
  - rozgrywek Sweet 16 turnieju NCAA (1989–1992)
- Mistrz turnieju konferencji Atlantic Coast (ACC – 1989, 1991)
- Zaliczony do:
  - I składu turnieju ACC (1991–1992)[2]
  - II składu ACC (1992)[2]

NBA
- Finalista NBA (1994)[3]
- Lider NBA w skuteczności rzutów za 3 punkty (2000)[4]
- 3–krotny uczestnik konkursu rzutów za trzy punkty organizowanego przy okazji NBA All-Star Weekend (1996, 1998, 2000)[5]

Reprezentacja
- Mistrz Uniwersjady (1991)[6]